# Muiriantha hasseltii
Muiriantha hasseltii (synonym: Muiria montana) är en vinruteväxtart som först beskrevs av Ferdinand von Mueller, och fick sitt nu gällande namn av C. Gardner. Muiriantha hasseltii ingår i släktet Muiriantha och familjen vinruteväxter. Inga underarter finns listade i Catalogue of Life.